# 桧瑛司
桧 瑛司（ひのき えいじ、1923年3月7日 - 1996年1月10日）は、徳島県鳴門市出身の舞踊家。早稲田大学文学部卒業。
1948年（昭和23年）に桧瑛司創作舞踊研究所創設。現代舞踊協会四国支部長。民俗芸能集団・阿波三郎座主宰。徳島民謡協会会長、徳島県文化財保護審議委員、民俗芸能学会会員などを歴任。文部大臣賞地域文化功労賞や徳島県文化賞などの賞を受賞。

## 受賞
- 文部大臣賞地域文化功労賞 1984年
- 徳島県文化賞 1989年

## 著書
- 『鳴門・ふるさとの芸能』鳴門市教育委員会、1974年。
- 『男と女のうた 阿波の民謠より』南海ブックス〈阿波文庫 3〉、1978年。
- 『阿波の狸の子守歌 あそびとわらべ歌』入交泰助図、井上書房〈ジュニア版阿波文庫〉、1984年。
- 『珠玉の歌 巻の壱』桧瑛司、1986年。
- 『珠玉の歌 巻の弐』桧瑛司、1988年。
- 『珠玉の歌 巻の参』桧瑛司、1988年。
- 『恋歌 阿波からのメッセージ』あわわ、1988年。
- 『私の阿波手帖』桧小舎、1989年。
- 『ふるさと芸能組曲』檜瑛司作詞、岡田寛斎作曲、海南町文化創生の会、1993年。
- 『阿波の絵本 ふるさとの歌を訪ねて』阿波三郎座、1993年。
- 皆川学 編『徳島県民俗芸能誌』錦正社、2004年。ISBN 9784764601161。